# 新江口街道
新江口镇，是中华人民共和国湖北省荆州市松滋市下辖的一个乡镇级行政单位。

## 行政区划
新江口镇下辖以下地区：
青峰山社区、和平社区、石板坡社区、歇金台社区、杏花村社区、长安社区、谢家渡社区、蓝天社区、白云社区、林园村、玉岭村、同兴桥村、杨家冲村、望月村、柘树垸村、太平桥村、糖铺子村、狮子咀村、木天河村、西流村、德胜垸村、水稻原种场、大桥社区、永兴场社区和丝线潮村。

## 交通
- 351国道过境。
- 焦柳铁路：松滋站